# Schroederichthys
Schroederichthys – rodzaj drapieżnych ryb chrzęstnoszkieletowych z rodziny Atelomycteridae.

## Rozmieszczenie geograficzne
Do rodzaju należą gatunki występujące w wodach zachodniego i południowo-zachodniego Oceanu Atlantyckiego i południowo-wschodniego Oceanu Spokojnego. 

## Morfologia
Długość ciała do 70 cm.

## Systematyka
Rodzaj zdefiniował w 1966 roku amerykański ichtiolog Stewart Springer w artykule poświęconym przeglądowi rekinkowatych zachodniego Oceanu Atlantyckiego, wraz z opisami nowego rodzaju i pięciu nowych gatunków, opublikowanym w czasopiśmie United States Fish and Wildlife Service Fishery Bulletin. Gatunkiem typowym jest (oryginalne oznaczenie) S. maculatus.

### Etymologia
Schroederichthys: William C. Schroeder (1895–1977), amerykański ichtiolog; gr. ιχθυς ikhthus ‘ryba’.

### Podział systematyczny
Do rodzaju należą następujące gatunki:
- Schroederichthys bivius (Smith, 1838)
- Schroederichthys chilensis (Guichenot, 1848)
- Schroederichthys maculatus Springer, 1966
- Schroederichthys saurisqualus Soto, 2001
- Schroederichthys tenuis Springer, 1966